# Dionigi Coppo

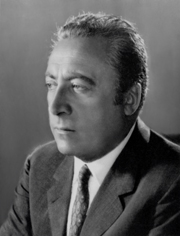
Dionigi Coppo

Dionigi Coppo (* 15. Dezember 1921 in Brescia, Provinz Brescia, Lombardei; † 4. August 2003) war ein italienischer Gewerkschaftsfunktionär und Politiker der Democrazia Cristiana (DC), der unter anderem zwischen 1963 und 1979 Mitglied des Senats (Senato della Repubblica) sowie mehrmals Minister war.

## Leben
Coppo war zwischen 1959 und 1969 stellvertretender Generalsekretär des Gewerkschaftsbundes CISL (Confederazione Italiana Sindacati Lavoratori) sowie zeitweise auch Vizepräsident des Nationalen Instituts für Krankenversicherungen INAM (Istituto nazionale per l'assicurazione contro le malattie). Des Weiteren war er zeitweilig Berater der Verwaltung des Internationalen Arbeitsamtes.
Bei den Wahlen vom 28. April 1963 wurde Coppo für die DC erstmals zum Mitglied des Senats (Senato della Repubblica) gewählt und vertrat in diesem bis zum 19. Juni 1979 die Interessen der Region Piemont. Während der vierten und fünften Legislaturperiode war er zwischen Juli 1963 und Mai 1972 Mitglied des Ständigen Senatsausschusses für Arbeit, Auswanderung und Sozialversicherung.
Am 7. August 1969 wurde Coppo von Ministerpräsident Mariano Rumor erstmals in ein Regierungsamt berufen und fungierte bis zum 26. März 1970 in dessen zweites Kabinett als Unterstaatssekretär im Außenministerium (Sottosegretario di Stato per gli affari esteri). Er war ferner zeitweise Präsident des Wirtschaftsverbandes der Democrazia Cristiana sowie Präsident der Aktiengesellschaft Teocle di Naxos s.p.a.
Im zweiten Kabinett Andreotti bekleidete er zwischen dem 26. Juni 1972 und dem 5. Juli 1973 das Amt des Ministers für Arbeit und Sozialversicherung (Ministro del lavoro e della previdenza sociale) und war danach vom 6. Juli 1973 bis zum 13. März 1974 im vierten Kabinett Rumor Minister ohne Geschäftsbereich für politische Sonderaufgaben mit besonderer Verantwortung für organisatorische Aufgaben des Ministerrates (Ministro senza portafoglio per i compiti politici particolari con speciale riguardo agli Enti vigilati dalla Presidenza del Consiglio dei ministri). Im darauf folgenden fünften Kabinett Rumor fungierte er zwischen dem 14. März und dem 22. November 1974 als Minister für die Handelsmarine (Ministro della marina mercantile). Während der sechsten Legislaturperiode war er zudem von Juli 1972 bis Dezember 1974 zunächst Mitglied des Ständigen Senatsausschusses für Arbeit und Sozialversicherung sowie anschließend zwischen Dezember 1974 und Juli 1976 Mitglied des Ständigen Senatsausschusses für Hygiene und Gesundheit. Zugleich war er zwischen Februar 1976 und September 1979 Vorsitzender einer Parlamentarischen Untersuchungskommission zu den Bedingungen und Höhen von Mitarbeitervergütungen.
Coppo, der zeitweise auch Präsident des Verwaltungsrates der Aktiengesellschaft Lenzi s.p.a. war, fungierte zwischen Juli und September 1976 als Vorsitzender des Ständigen Senatsausschusses für Arbeit und Sozialversicherung und war im Anschluss bis Juni 1979 Mitglied dieses Ausschusses. Daneben war er von November 1977 bis Juni 1979 Vorsitzender einer Parlamentarischen Untersuchungskommission zur Überprüfung von Aufträgen und der Beschaffung von Waffen und Ausrüstung für militärische Zwecke.